# Televisão 3D

Princípio de funcionamento dos sistemas 3D de obturador ativo.

Uma televisão 3D é um equipamento de televisão que permite a visualização de imagens a três dimensões, com ou sem o auxílio de óculos 3D aplicando técnicas especificas.
Também se refere à programação que são produzidos de acordo com determinadas especificações e assim poderem ser visualizadas em 3D com o equipamento necessário.

## Portugal
Em Portugal dois operadores de TV (ZON e MEO) lançaram canais de testes com o intuito de preparar emissões regulares até ao final do ano. A comercialização de equipamentos televisores compatíveis com a tecnologia 3D em Portugal está desde o início de 2010 em várias superfícies comerciais do país. A norma adoptada pelos dois operadores é o padrão "True 3D" que necessita de óculos "activos 3D".
O mundial de futebol da FIFA 2010 na Africa do Sul foi transmitido em Portugal usando a tecnologia 3D em certos jogos selecionados. Este foi o primeiro grande evento desportivo com este género de transmissão.

## Brasil
A primeira transmissão ao vivo em televisão fechada em 3D no Brasil foi feita pela operadora de cabo NET numa parceria com a Rede Globo e ocorreu no dia 15 de fevereiro de 2010, exibindo o desfile das escolas de samba do Rio de Janeiro. A segunda transmissão ao vivo em televisão fechada foi a São Paulo Indy 300, porém a transmissão foi para alguns assinantes da operadora de cabo NET, que foi feita pela mesma numa parceria com o Grupo Bandeirantes de Comunicação.
A primeira transmissão ao vivo em televisão aberta e 3D no mundo foi feita pela RedeTV! e ocorreu no dia 23 de fevereiro de 2010, na exibição do programa Pânico na TV. A emissora desativou o seu sinal em 3D no dia 19 de junho de 2015.
A empresa Panasonic afirmou que pretendia colocar no mercado brasileiro tais aparelhos no ano de 2010.

## Tipos de Técnicas para Composição de Imagens 3D
Existem 5 tipos de técnicas de composição de imagens 3D:
- Anaglífico (tradicional) - as imagens são trabalhadas em camadas e com cores cromaticamente opostas, simulando o efeito de estereoscopia através da utilização dos óculos com lentes verde / vermelha. Esta tecnologia existe desde os anos 50, e é considerada obsoleta (neste tipo o equipamento de TV é o normal).

- True 3D – idêntico ao que é utilizado actualmente no cinema (ex: Avatar) com óculos polarizados de tecnologia passiva.[5] Trata-se da emissão de duas imagens em simultâneo que os óculos filtram de forma a criar a ilusão de três dimensões.

- Alternate-frame sequencing – emissão de imagens alternadas em conjunto com a utilização de óculos especiais de tecnologia ativa[6] (com lentes que abrem e fecham em rápida sucessão), normalmente utilizada em jogos de computador.

- Autostereoscopia - visualização de imagens de três dimensões em ecrã plano (cristal líquido combinado com lentes especiais) sem utilização de óculos. Esta tecnologia ainda está em fase de desenvolvimento e será aplicada fundamentalmente para fins publicitários.

- ChromaDepht - é provavelmente a tecnologia mais extravagante envolvendo óculos, usando micro-prismas (e, porque não, vermelho e azul de novo), e o que ele faz de fato é mudar ligeiramente a maneira com que cada olho percebe as cores, então cada um vê uma coisa diferente e BOOM, o 3D acontece. A maior limitação desta técnica é que se você mudar a cor de um objeto, você também mudará como a profundidade é percebida, porque está tudo baseado em cores.[7]

### Visualização sem óculos especiais
Existe tecnologia que permite aos telespectadores verem imagens tridimensionais sem o uso de óculos 3D. No entanto essa tecnologia ainda não é satisfatória.